# Premio al Periodismo sobre Derechos Humanos de Hong Kong
Los Premios al Periodismo sobre Derechos Humanos de Hong Kong son unos galardones que reconocen la cobertura de los temas incluidos en la Naciones Unidas Declaración Universal de los Derechos Humanos, en lo que respecta a Asia.  Estos premios son otorgados anualmente, desde hace 25 años, por el Club de Corresponsales Extranjeros de Hong Kong, Amnistía Internacional Hong Kong  y la Asociación de Periodistas de Hong Kong.
Los periodistas y artículos premiados en anteriores ediciones proceden de todo el mundo, han trabajado para diversas organizaciones internacionales de medios de comunicación y han cubierto varios países, principalmente del Sudeste Asiático y de China. Entre ellos figuran periodistas locales del South China Morning Post, medios regionales como Radio Free Asia y The Far Eastern Economic Review, y medios internacionales como el Wall Street Journal o Deutsche Welle. Los trabajos no se limitan a Hong Kong, aunque los premios destacan el lugar histórico de Hong Kong como modelo de libertad de expresión en la zona, al menos hasta los sucesos de 2021.
Muchos de los medios y periodistas galardonados, como el Apple Daily o Zhang Zhan, han sufrido desapariciones forzosas o intimidaciones: en el caso del Apple Daily, fue forzado a cerrar mediante la congelación de sus cuentas, mientras que Zhang Zan fue condenada a cuatro años de prisión por reportar sobre los orígenes del CoViD-19. Otros artículos cubren los abusos gubernamentales, en temas tan variados como el software espía Pegasus, los avisos del gobierno de Myanmar hacia los rohinyas o el conflicto Israel-Palestina.
Entre los oradores invitados figuran activistas como John Kamm, que trabaja con China para mejorar su historial de derechos humanos, y el cardenal Joseph Zen, el prelado católico de mayor rango en la China Continental, y ex-arzobispo de Hong Kong.